# The Great Lie
The Great Lie (bra: A Grande Mentira) é um filme estadunidense de 1941, do gênero drama, dirigido por Edmund Goulding, estrelado por Bette Davis, e coestrelado por George Brent e Mary Astor. O roteiro de Lenore J. Coffee foi baseado no romance "The Far Horizon" (1936), de Polan Banks.

## Sinopse
A pianista Sandra Kovak (Mary Astor) e seu marido aviador Peter Van Allen (George Brent) descobrem que seu casamento impulsivo é inválido porque ela já era casada e não se divorciou devidamente antes do casamento. Então, Peter a deixa e se casa com sua antiga paixão, Maggie Patterson (Bette Davis). Em uma viagem de negócios ao Brasil, o avião de Peter cai. As coisas pioram quando Sandra descobre estar grávida dele, criando uma situação ainda mais conflitante.

## Elenco
- Bette Davis como Maggie Patterson
- George Brent como Peter Van Allen
- Mary Astor como Sandra Kovak
- Lucile Watson como Tia Ada Greenfield
- Hattie McDaniel como Violet
- Grant Mitchell como Joshua Mason
- Jerome Cowan como Jock Thompson
- Charles Trowbridge como Sen. Ted Greenfield
- Thurston Hall como Oscar Worthington James
- Russell Hicks como Coronel Harriston
- J. Farrell MacDonald como Dr. Ferguson
- Sam McDaniel como Jefferson

## Produção
Depois de completar "A Carta" (1940), Bette Davis passou férias em Nova Hampshire e, ao retornar a Hollywood, recebeu o papel de Maggie Peterson em "The Great Lie". "Eu não estava muito animada com isso", lembrou mais tarde, mas cartas de fãs pedindo para que ela interpretasse um papel bondoso para uma mudança de ritmo a levou a aceitar. "Maggie foi uma das poucas vezes que eu interpretei uma personagem basicamente como eu fora da tela", disse ela. A chance de interpretar uma personagem simpática era atraente, já que as cartas dos fãs pediam universalmente que ela fosse "legal".

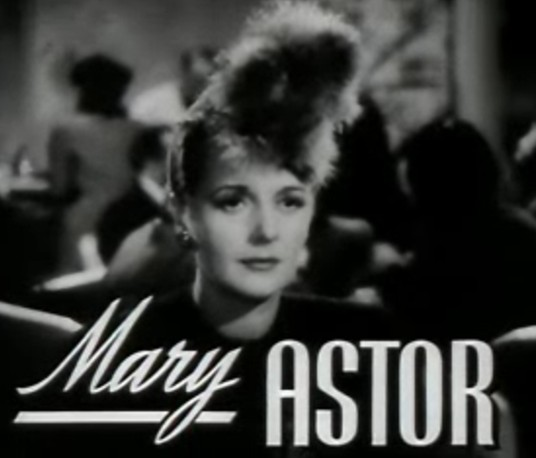
Mary Astor em cena do trailer do filme.

Foi difícil de escalar alguém para o papel de Sandra Kovak. Embora fosse ideal para o papel, Miriam Hopkins não foi considerada por causa dos muitos problemas que ela criou enquanto coestrelava "The Old Maid" ao lado de Davis. Entre as que fizeram o teste para o papel estavam Anna Sten, Sylvia Sidney, Muriel Angelus, Katherine Locke e Mary Astor, que era, de fato, uma pianista talentosa.
Davis, que gostava de trabalhar com atrizes poderosas capazes de desafiá-la a superá-las nas cenas em que interagiam, sentiu que Astor era a melhor de todas e insistiu que o chefe do estúdio, Jack L. Warner, a testasse novamente, desta vez tocando piano, quando o produtor  Hal B. Wallis parecia pouco inclinado a oferecer o papel a ela.
As filmagens começaram com o papel de Sandra ainda não escalado, para grande angústia de Davis. Ela e o diretor Edmund Goulding se envolveram em tantas discussões acaloradas que a atriz desenvolveu laringite e as filmagens foram suspensas por dois dias. Quando Davis voltou ao set em 8 de novembro de 1940, ela soube que Wallis e Warner haviam concordado com sua exigência de que Astor fosse escalada.
Davis e Astor se conectaram imediatamente. "Esse filme vai dar ruim! É incrível demais para palavras ... então cabe a nós reescrever esse pedaço de lixo para torná-lo mais interessante", Davis disse para a sua coestrela, e as duas mulheres começaram a eliminar muitos dos elementos novelescos de seus diálogos e criar outros negócios para suas personagens.
Ainda assim, havia alguns problemas que as duas não podiam prever nem evitar. O bebê contratado para interpretar a criança Peter ficou doente durante grande parte das filmagens, causando atrasos no cronograma e, quando uma enfermeira o deixou cair, ele ficou tão gravemente ferido que precisou ser substituído (Seus pais, consequentemente, processaram o estúdio). Davis, Astor e George Brent, escalado como Peter Van Allen, também ficaram doentes em vários momentos, criando outros problemas no cronograma. Além disso, Astor ficava bastante distraída por causa de problemas conjugais com Manuel del Campo, que se recusou a se juntar a ela nas locações do filme em Victorville, Califórnia depois que os chefes do estúdio permitiram a entrada dele. Davis estava determinada a concluir as filmagens até o Natal para que o elenco e a equipe pudessem aproveitar o feriado e ela pudesse planejar seu casamento na véspera de Ano Novo com Arthur Farnsworth.
Embora Astor fosse suficientemente capaz de tocar piano durante as sequências de concerto, ela apenas fingia tocar o instrumento em uma réplica enquanto Max Rabinovitch tocava um real nos bastidores. Enquanto aceitava sugestões do maestro, a atriz ensaiava as notas com o pianista até que a sincronização perfeita fosse alcançada. Jose Iturbi perguntou mais tarde para Astor, "Como você pode não estar tocando? Eu toquei no concerto muitas vezes, e você estava lá!" Davis afirmou: "Essas cenas do concerto de Mary foram as mais verossímeis já vistas na tela – porque ela realmente era uma pianista por excelência". O papel lhe rendeu o Oscar de melhor atriz coadjuvante. Em seu discurso na cerimônia, Astor agradeceu à Bette e à Tchaikovsky – no filme, sua personagem executou o concerto para piano e orquestra n.º 1, em si bemol menor, op. 23.
A pedido de Davis, o filme estreou em Littleton, Nova Hampshire, em 5 de abril de 1941, em seu 33.º aniversário, em benefício do hospital local. Estreou em todo o país na semana seguinte. Em 2 de março de 1942, o filme foi apresentado em uma adaptação de uma hora no Lux Radio Theatre. George Brent e Mary Astor reprisaram seus papéis, com Loretta Young assumindo o papel de Davis.

## Recepção
Bosley Crowther, em sua crítica para o The New York Times, observou: "Há pouca substância neste dilema elaboradamente sobrecarregado em que a Srta. Davis está ... Assim, a única desculpa a ser dada para esta história completamente sintética é que ela dá à Srta. Davis uma oportunidade de exibir seu excelente talento para a angústia, de ser maternal e nobre ... E nesse papel não há dúvida de que ela se conduz muito bem ... Mary Astor ... fornece um belo contraste de vaidade fria e venenosa ... Resumindo, a atuação é impressionante, a direção de Edmund Goulding é excelente, mas a história é tão boba que nem parece valer a pena. No entanto, as mulheres provavelmente vão adorar, já que as mentiras são tão provocativas e divertidas".
A revista Variety chamou o filme de "um pacote completo de entretenimento dramático" devido às "excelentes atuações dos atores, direção hábil de Edmund Goulding e um roteiro compacto de Lenore J. Coffee".
Segundo Clive Hirschhorn, em seu livro "The Warner Bros. Story", "em total contraste com os dramas sociais do estúdio nos anos 1930, dramalhões como The Great Lie tinham tanto a ver com a vida real quanto Flash Gordon com astronomia científica".
Segundo o crítico e historiador de cinema Ken Wlaschin, este é um dos dez melhores filmes de Hedy Lamarr.

## Prêmios e indicações
| Ano  | Cerimônia | Categoria                | Indicado   | Resultado | Ref.          |
| ---- | --------- | ------------------------ | ---------- | --------- | ------------- |
| 1942 | Oscar     | Melhor atriz coadjuvante | Mary Astor | Venceu    | [ 12 ] [ 13 ] |

## Mídia doméstica
Em 1º de abril de 2008, a Warner Home Video lançou o filme como parte da box set "The Bette Davis Collection, Volume 3", que incluiu "The Old Maid" (1939), "All This, and Heaven Too" (1940), "Nascida para o Mal" (1942), "Watch on the Rhine" (1943), e "Deception" (1946).